# 山科直治
山科 直治（やましな なおはる、1918年2月22日 - 1997年10月28日）は、日本の経営者。バンダイの創業者。

## 経歴
石川県金沢市出身。1935年に金沢商業学校を卒業し、兵役予備役中尉を経て、1948年に繊維業の万代産業に入社。
1950年に萬代屋(のちのバンダイ)を設立し、社長に就任し、1980年6月には会長に就任。社長時代には、おもちゃ業界で初めて保証玩具制度を実施するなど品質を重視した堅実な経営により、同社を業界トップに育て上げた。1984年に日本おもちゃ図書館財団を設立し、日本玩具協会会長も務め、業界の発展に尽力した。
1979年11月に藍綬褒章を受章し、1989年4月に勲三等瑞宝章を受章。
1997年10月28日、北海道の病院で死去。79歳没。